# Прапор Луганської області
Пра́пор Луга́нської о́бласті — символ місцевого самоврядування, що використовується в цілях розвитку економічної, культурної, політичної самостійності краю, пропаганди його відмінних рис від інших територій, адміністративно-територіального пристрою. Прапор затверджений 4 вересня 1998 року рішенням Луганської обласної ради.

## Опис
Прапор являє собою полотнище кобальтового кольору розміром 110 × 165 см (пропорції 1:1,5) з припуском 15 см на кишеню для держака.
У верхній лівій чверті полотнища — коло радіусом 20 см, центр якої в перетині осей — від лівої крайки прапора — 49 см, від верхньої крайки — 39 см.
По периметру кола зірки діаметром 4 см, кола, що торкаються плечима, утворюють диск — 17 золотих і 14 білих — символізуючи 17 районів і 14 міст області. У центрі диска — малий щит — малий герб Луганської області, виконаний у пропорціях і кольоровому вирішенні затвердженого герба.
Атрибутика прапора виконується вишивкою шовком і люрексом (канителлю).